# Alajõe, Alajõe
Alajõe este un sat component al comunei omonime, și în același timp reședința comunei Alajõe.

## Așezarea geografică
Satul este situat pe malul nordic al lacului Ciud (Peipsi).

## Populația
- 2000 (recensământ) - 141 locuitori;
- 2008 (estimare) - 134 locuitori.

## Economia
Economia localității este orientată exclusiv asupra activității de pescuit și turism - plaje pe malul lacului Ciud.